# Batman Ninja
Batman Ninja (ニンジャバットマン, Ninja Battoman) é um filme de animação japonesa dirigido por Junpei Mizusaki e produzido pela Warner Bros., que apresenta o personagem Batman da DC Comics. Takashi Okazaki, o criador do Afro Samurai, é o designer de personagens do filme. O primeiro pôster promocional do filme foi revelado em 5 de outubro de 2017, e os trailers foram lançados em 1 de dezembro de 2017. O filme foi lançado em DVD e Blu-ray em 2018.

## Sinopse
O Gorila Grodd reúne os principais criminosos de Gotham City para apresentar sua nova invenção: uma máquina do tempo. A súbita aparição do Batman faz com que o super-herói e todos os envolvidos sejam enviados rumo ao Japão feudal. Lá, cada vilão assumiu o controle de uma região e tenta, à sua maneira, unificar o país. Neste contexto, Batman precisa lidar com as limitações da ausência de tecnologia ao mesmo tempo em que descobre que é cultuado por habitantes locais, que acreditam que sua chegada estava prevista em uma profecia.